# 天水圍站 (輕鐵)

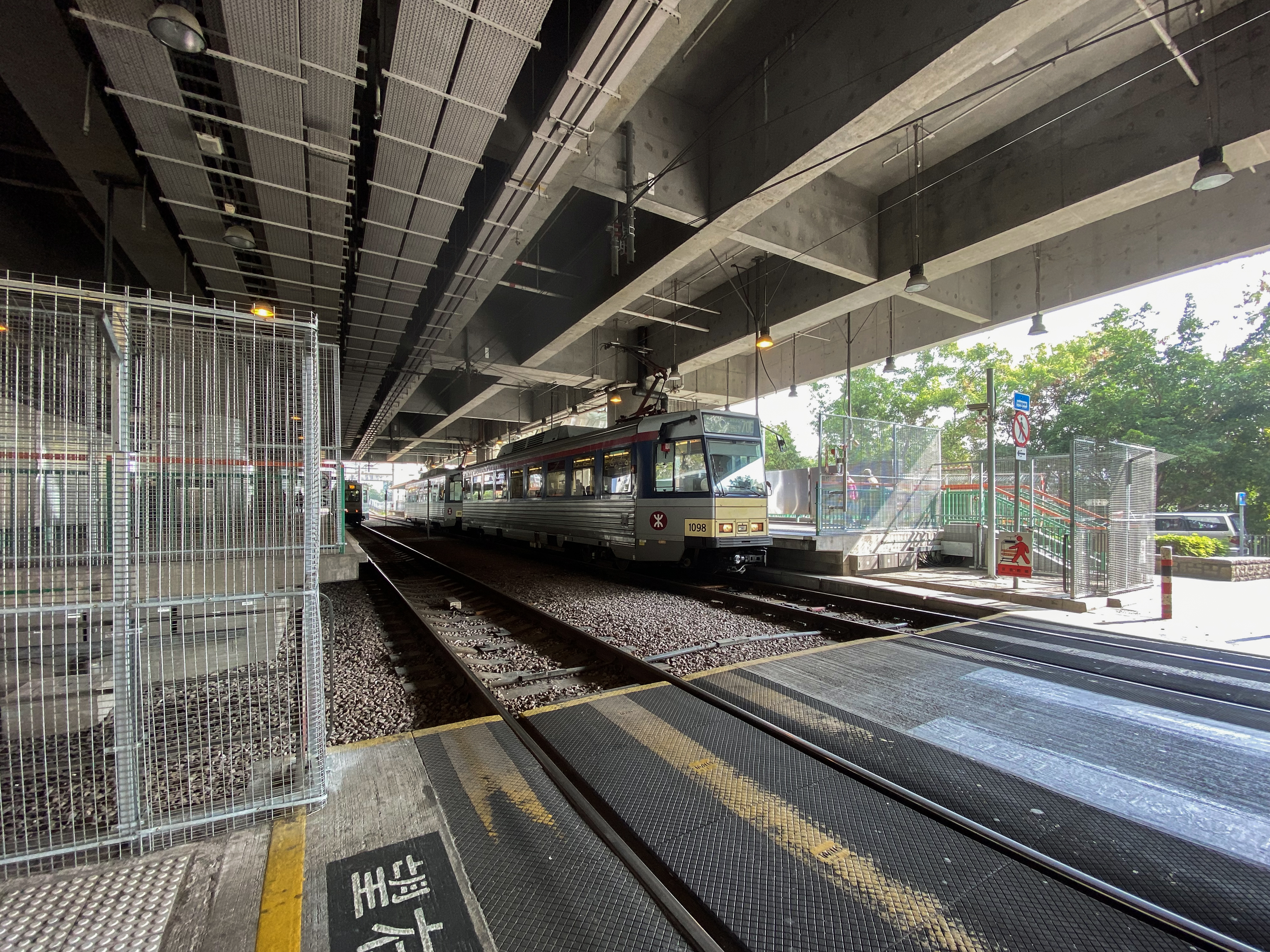
在2020年1月因應反修例運動，為免車站被人破壞，車站外圍加裝了鐵網和閘口

天水圍站（英語：Tin Shui Wai Stop）是港鐵輕鐵的一個車站，與港鐵屯馬綫的天水圍站交匯，位於香港新界元朗區屏山屏廈路與天福路交界，屯馬綫天水圍站平台下的地面。
原來的「天水圍總站」於2003年8月1日起改稱為天榮站，以與為配合九廣西鐵（今屯馬綫）天水圍站而建的本站區別。

## 車站構造

### 車站樓層
| C                                        | 屯馬綫大堂            | 屯馬綫天水圍站 |   |  |
| G                                        | 出口 · D · 升降机标志 | 天福路、居民巴士天水圍站、聚星樓巴士站 |   |  |
| G                                        | 月台                  | \| 側式 · 開左邊车门 · \| \| \| \| \| \| \| \| 輕鐵705綫天水圍循環綫（天慈） \| 1 \| \| \| 側式 · 開左邊车门 · 單卡使用第二卡位置 · \| \| \| \| \| \| \| \| 輕鐵751綫往天逸（天慈） 輕鐵751P綫往天逸（天慈） \| 2 \| \| \| \| 3 \| 輕鐵706綫天水圍循環綫（天耀） 輕鐵751綫往友愛（坑尾村） 輕鐵751P綫落客月台／特別班次往兆康（坑尾村） \| \| \| \| 側式 · 開左邊车门 · \| \| \| \| \| |   |  |
| G                                        | 出口                  | 聚星樓 |   |  |
| 側式 · 開左邊车门 ·                      |                       | |   |  |
|                                          |                       | 輕鐵705綫天水圍循環綫（天慈） | 1 |  |
| 側式 · 開左邊车门 · 單卡使用第二卡位置 · |                       | |   |  |
|                                          |                       | 輕鐵751綫往天逸（天慈） 輕鐵751P綫往天逸（天慈） | 2 |  |
|                                          | 3                     | 輕鐵706綫天水圍循環綫（天耀） 輕鐵751綫往友愛（坑尾村） 輕鐵751P綫落客月台／特別班次往兆康（坑尾村） |   |  |
| 側式 · 開左邊车门 ·                      |                       | |   |  |

### 車站月台
- 車站設有3個月台，其中1、2號月台為相同行車方向。
- 每個月台均長約80米，每個月台輕鐵可同時停靠4輛單卡，2輛拖卡。
- 為分流繁忙時間乘客人潮，平日上午和下午6:00至7:30，3號月台的兩線列車會先在月台後半部落客，再移至前半部上客。[3]
- 為了快速疏散早上繁忙時間人潮，3號月台通往屯馬綫天水圍站大堂的兩條扶手電梯在星期一至六上午7:30至8:45都會調整為上行（往大堂）。
- 其餘時間3號月台，706會在前半部上落客，而751則在後半部。
- 2號月台，單卡時使用第2卡位置，拖卡時則使用1-2卡位置。

### 車站周邊
- 屯馬綫天水圍站
- 天福路
- 屏廈路
- 天耀邨
- 天祐苑
- 伊利沙伯中學舊生會小學
- 伊利沙伯中學舊生會小學分校
- 天慈邨
- 天麗苑
- 天盛苑
- 聚星樓
- 屏山天水圍文化康樂大樓
- 屏山文物徑
- 上璋圍

## 接駁交通
天水圍站的主要接駁交通工具是屯馬綫，乘客可直接使用西鐵綫車站大堂出口往返輕鐵天水圍站各個月台。另外，乘客可經屯馬綫天水圍站A出口前往公共運輸交匯處，可轉乘到洪水橋及流浮山一帶的接駁巴士及小巴。

## 外部連結
- 港鐵公司 - 輕鐵及巴士服務 - 輕鐵街道圖 （页面存档备份，存于）
- 港鐵公司－天水圍站位置圖 （页面存档备份，存于）
- 港鐵公司 - 輕鐵及巴士服務 - 輕鐵行車時間表 （页面存档备份，存于）
- 港鐵公司 - 輕鐵及巴士服務 - 輕鐵轉乘優惠 （页面存档备份，存于）
- 香港鐵路大典上的相关条目：天水圍站 (輕鐵)